# ジョゼ・クレベルソン・ペレイラ
ジョゼ・クレベルソン・ペレイラ（José Kléberson Pereira, 1979年6月19日 - ）は、ブラジル・パラナ州出身の元サッカー選手。現役時代のポジションはミッドフィールダー。

## 来歴

### デビューから2002年W杯まで
1999年に母国ブラジルのアトレチコ・パラナエンセでキャリアをスタートさせ、同クラブの主力選手として2000年・2001年のパラナ州選手権連覇および2001年のブラジル全国選手権制覇に貢献した。この活躍により、当時ブラジル代表を指揮していたルイス・フェリペ・スコラーリ監督に注目され、2002年日韓ワールドカップのブラジル代表チームに招集された。同大会でもクレベルソンは活躍し、母国代表の5回目のワールドカップ制覇に貢献した。

### マンチェスター・ユナイテッド時代
ワールドカップでのクレベルソンの活躍は監督のスコラーリをして「クレベルソンはブラジル優勝の原動力だ」と言わしめるほどであったため、クレベルソンへのヨーロッパのクラブの関心が高まり、リーズ・ユナイテッドFC、ニューカッスル・ユナイテッドFC、FCバルセロナ、セルティックFC等のヨーロッパの複数のクラブがクレベルソンへの興味を示した。そのうち、リーズ・ユナイテッドはクレベルソンとの交渉を進めたものの、結婚が可能な法定の年齢である16歳に当時達していなかった恋人を残して独りブラジルを離れることにクレベルソンが同意せず、交渉は失敗に終わった。最終的にクレベルソンと契約したのは翌年の2003年8月に総額650万ポンドの報酬を提示したマンチェスター・ユナイテッドであった。マンチェスター・ユナイテッドからは同時期にクラブを去ったフアン・セバスティアン・ベロンの代役になることを期待されたが、2回目の出場となった試合で負傷した影響もあり、2シーズンで僅か20試合しか出場機会が得られなかった。ユナイテッド在籍時にクレベルソンはリーグ戦でのゴールを2回決めたが、それはホームでのブラックバーン・ローヴァーズFC戦とエヴァートンFC戦での得点だった。

### ベジクタシュ時代
2005年6月、クレベルソンは295万ユーロでトルコのスュペル・リグに属するベシクタシュへと移籍した。彼は同クラブとの間で12ヶ月の期間延長オプション付きの3年契約を交わし、契約書への公式署名の場で記者に対し、「私はあるビッグクラブから別のビッグクラブへとやって来ました。とても幸せです。」と語った。
その後、クレベルソンは給与の支払いが遅れたことに抗議して、期間満了前にベジクタシュとの契約を解除した。

### フラメンゴ時代以後
2007年8月10日にFIFA Dispute Resolution Chamber は債務不履行に基づくクレベルソン側のベジクタシュ側に対する318万ユーロの損害賠償義務およびベジクタシュ側のクレベルソン側に対する461,112ドルの未払賃金の支払義務を認める決定を採決し、同時にクレベルソンには9月27日から起算後4ヶ月間にわたり公式戦への出場停止処分が課されることとなった（ただし、後にクレベルソンとベジクタシュの双方の同意により賠償額は100万ユーロにまで減額された）。そのためクレベルソンは2007年9月27日にフリーエージェントとしてフラメンゴと契約を結んだものの、2008年の2月までフラメンゴでプレーできない状態が続いた。
フラメンゴでの出場機会は当初、リザーブチームの一員として出場したリオデジャネイロ州選手権の数試合に限られていた。彼がファーストチームのメンバーへと徐々に定着し始めるのは、彼がコパ・リベルタドーレスで頻繁にプレーするようになりはじめてからのことである。レナト・アウグストやマルシーニョがフラメンゴから移籍した後、クレベルソンはチームの中盤で重要な位置を獲得した。
先発メンバーへと定着した後、2009年シーズンの彼の好調の波は8月12日の国際フレンドリーマッチ・対エストニア戦で途切れることになった。その試合で彼はファウルを受けて倒れ、肩の関節を脱臼する怪我を負った。クレベルソンは手術を受けた後、その年の残りの期間の出場は絶望的と診断された。 しかしクレベルソンは早期回復に成功し、スコアレスドローに終わった11月22日のゴイアスEC戦にはピッチに立ち、2-1で勝利したグレミオFBPA戦にも出場して、キャリア2度目のブラジル全国選手権の優勝タイトルを獲得した。
その後2011年にはアトレチコ・パラナエンセへとレンタル移籍したが、同クラブの2部降格が決まると翌年にはバイーアに移籍した。翌年、バイーアからフィラデルフィア・ユニオンへレンタルされ、その後インディ・イレブンへと移籍した。2015年のシーズン終了をもって退団。
2016年1月4日にフォートローダーデイル・ストライカーズに移籍した。

## 代表歴

### 出場大会
- ブラジル代表
  - 2002 FIFAワールドカップ
  - 2010 FIFAワールドカップ

### 試合数
- 国際Aマッチ 32試合 2得点（2002年-2010年）[4]

| ブラジル代表 | 国際Aマッチ | 国際Aマッチ |
| 年           | 出場        | 得点        |
| ------------ | ----------- | ----------- |
| 2002         | 13          | 2           |
| 2003         | 7           | 0           |
| 2004         | 7           | 0           |
| 2005         | 0           | 0           |
| 2006         | 0           | 0           |
| 2007         | 0           | 0           |
| 2008         | 0           | 0           |
| 2009         | 4           | 0           |
| 2010         | 1           | 0           |
| 通算         | 32          | 2           |